# Stefan Huschens
Stefan Huschens (* 12. August 1951 in Saarbrücken) ist ein deutscher Wirtschaftswissenschaftler und Statistiker.

## Leben
Nach dem Abschluss als Diplom-Volkswirt an der Universität Heidelberg arbeitete er als wissenschaftlicher Mitarbeiter bei Günter Menges am Institut für international vergleichende Wirtschafts- und Sozialstatistik der Universität Heidelberg. Nach der Promotion zum Dr. rer. pol. im Jahr 1984 und der Habilitation im Jahr 1990 – beides an der Universität Heidelberg – erhielt er die Venia Legendi für Statistik und Volkswirtschaftslehre. Im Jahr 1994 nahm er den Ruf auf den Lehrstuhl für Quantitative Verfahren, insbesondere Statistik an der Fakultät Wirtschaftswissenschaften der Technischen Universität Dresden an, wo er bis zur Versetzung in den Ruhestand im Jahr 2017 lehrte. Er war zeitweise Mitherausgeber des AStA Wirtschafts- und Sozialstatistischen Archivs, des Journal of Risk Model Validation und der Dresdner Beiträge zu Quantitativen Verfahren.

## Schriften (Auswahl)
- Mit Edward Kofler, Günter Menges, Roland Fahrion, Uwe Kuß: Stochastische partielle Information (SPI). In: Statistische Hefte. Band 21, 1980, S. 160–167, doi:10.1007/BF02932738.
- Mit Edward Kofler, Günter Menges: Das Prognoseproblem als Entscheidungsproblem bei partieller Information. In: Allgemeines Statistisches Archiv. Band 67, 1983, ISSN 1614-0176, S. 126–176.
- Mit Günter Menges: Multivalente Gewichtungen. In: M. J. Beckmann, W. Eichhorn, W. Krelle (Hrsg.): Mathematische Systeme in der Ökonomie. Rudolf Henn zum 60. Geburtstag. Athenäum, Königstein/Ts. 1983, ISBN 3-7610-8290-8, S. 239–251.
- Mit Günter Menges: Optimization in International Statistics: A Weighting and Decision Making Approach. In: Systems Analysis, Modelling, Simulation. Band 1, Nr. 2, 1984, ISSN 0232-9298, S. 169–172.
- Mit Günter Menges: The Information Problem in Decision Making. In: Theory and Decision. Band 16, Nr. 1, 1984, S. 45–58, doi:10.1007/BF00141674.
- Wahrscheinlichkeitstransformationen in Entscheidungsmodellen bei linearer partieller Information. In: Statistische Hefte/Statistical Papers. Band 25, 1984, S. 219–230, doi:10.1007/BF02932404.
- Entscheidungen bei Unsicherheit – Die Berücksichtigung inferentieller und struktureller statistischer Information (= Schriften zur quantitativen Wirtschaftsforschung. Band 13). R. G. Fischer, Frankfurt (Main) 1985, ISBN 3-88323-542-3 (zugleich Diss., Wirtschaftswiss. Fak. der Univ. Heidelberg, 1984).
- Mit Otwin Becker: Bounded Rational Strategies in Sequential Bargaining: an Experiment and a Learning by Evolution Strategy. In: Reinhard Tietz, Wulf Albers, Reinhard Selten (Hrsg.): Bounded Rational Behavior in Experimental Games and Markets (= Lecture Notes in Economics and Mathematical Systems. Band 314). Springer, Berlin 1988, ISBN 978-3-540-50036-0, S. 129–141, doi:10.1007/978-3-642-48356-1_10.
- Necessary Sample Sizes for Categorical Data. In: Statistical Papers/Statistische Hefte. Band 31, 1990, S. 47–53, doi:10.1007/BF02924673.
- On upper bounds for the characteristic values of the covariance matrix for multinomial, dirichlet and multivariate hypergeometric distributions. In: Statistical Papers/Statistische Hefte. Band 31, 1990, S. 155–159, doi:10.1007/BF02924685.
- Mit Gerhard Stahl: Nichtparametrische Maximum-Likelihood-Inferenz mit A-priori-Restriktionen. In: Karl-Werner Hansmann, Achim Bachem, Matthias Jarke, Wolfgang E. Katzenberger, Alfred W. Marusev (Hrsg.): Operations Research Proceedings 1992 – Papers of the 21st Annual Meeting of DGOR in Cooperation with ÖGOR. Springer-Verlag, Berlin / Heidelberg / New York / Tokyo 1993, ISBN 3-540-56642-2, S. 374–381, doi:10.1007/978-3-642-78196-4_109.
- Entscheidungen mit semi- und nichtparametrischer Vorinformation. In: Harald Dyckhoff, Ulrich Derigs, Marc Salomon, Henk J. Tijms (Hrsg.): Operations Research Proceedings 1993. Springer-Verlag, Berlin / Heidelberg 1994, ISBN 978-3-540-57862-8, S. 336–342, doi:10.1007/978-3-642-78910-6_118.
- Zur Modellierung der Erwartungsbildung in makroökonomischen Modellen (= Wirtschaftswissenschaftliche Beiträge. Band 98). Physica-Verlag, Berlin 1994, ISBN 978-3-7908-0776-9 (Überarbeitete Fassung der Habilitationsschrift, 1990).
- Nachträglich geschichtete Stichproben und partielle Information. In: Horst Rinne, Bernhard Rüger, Heinrich Strecker (Hrsg.): Grundlagen der Statistik und ihre Anwendungen – Festschrift für Kurt Weichselberger. Physica-Verlag, Heidelberg 1995, ISBN 3-7908-0872-5, S. 332–351.
- Mit Gerhard Stahl: Estimation in semiparametric models using an auxiliary model. In: Statistical Papers. Band 36, 1995, S. 313–326, doi:10.1007/BF02926045.
- Confidence Intervals for the Value-at-Risk. In: Georg Bol, Gholamreza Nakhaeizadeh, Heinz Vollmer (Hrsg.): Risk Measurement, Econometrics and Neural Networks. Physica, Heidelberg 1998, ISBN 3-933207-15-0, S. 233–244, doi:10.1007/978-3-642-58272-1_12.
- Mit Jeong-Ryeol Kim: Measuring Risk in Value-at-Risk Based on Student’s t-Distribution. In: Wolfgang Gaul, Hermann Locarek-Junge (Hrsg.): Classification in the Information Age (= Studies in Classification, Data Analysis, and Knowledge Organization). Springer, Berlin / Heidelberg 1999, ISBN 978-3-540-65855-9, S. 453–459, doi:10.1007/978-3-642-60187-3_48.
- Verfahren zur Value-at-Risk-Berechnung im Marktrisikobereich. In: Lutz Johanning, Bernd Rudolph (Hrsg.): Handbuch Risikomanagement. Uhlenbruch-Verlag, München 2000, ISBN 3-933207-15-0, S. 181–218.
- Value-at-Risk-Berechnung durch historische Simulation. In: Dresdner Beiträge zu Quantitativen Verfahren. Nr. 30. Technische Universität Dresden, 2000, doi:10.13140/RG.2.2.14440.37120.
- Mit Jeong-Ryeol Kim: A stable CAPM in the presence of heavy-tailed distributions. In: Jürgen Franke, Gerhard Stahl, Wolfgang Härdle (Hrsg.): Measuring Risk in Complex Stochastic Systems (= Lecture Notes in Statistics. Band 147). Springer, New York 2000, S. 175–188, doi:10.1007/978-1-4612-1214-0_11.
- Von der Markt- zur Kreditrisikomessung. In: Werner Gleißner, Günter Meier (Hrsg.): Wertorientiertes Risiko-Management für Industrie und Handel – Methoden, Fallbeispiele, Checklisten. Gabler-Verlag, Wiesbaden 2001, ISBN 978-3-322-90747-9, S. 389–408, doi:10.1007/978-3-322-90746-2_20.
- Mit Hermann Locarek-Junge: Konzeptionelle und statistische Grundlagen der portfolioorientierten Kreditrisikomessung. In: Andreas Oehler (Hrsg.): Kreditrisikomanagement - Kernbereiche, Aufsicht und Entwicklungstendenzen. 2. überarbeitete und erheblich erweiterte  Auflage. Schäffer-Poeschel, Stuttgart 2002, S. 89–114 (aktualisierte und erweiterte Fassung).
- Mit Steffi Höse, Robert Wania: Rating Migrations. In: Wolfgang Härdle, Torsten Kleinow, Gerhard Stahl (Hrsg.): Applied Quantitative Finance – Theory and Computational Tools. Springer, Berlin / Heidelberg 2002, ISBN 3-540-43460-7, S. 87–110, doi:10.1007/978-3-662-05021-7_4.
- Mit Steffi Höse: Sind interne Ratingsysteme im Rahmen von Basel II evaluierbar? Zur Schätzung von Ausfallwahrscheinlichkeiten durch Ausfallquoten. In: Zeitschrift für Betriebswirtschaft. Band 73, Nr. 2, 2003, S. 139–168.
- Mit Steffi Höse: Estimation of Default Probabilities in a Single-Factor Model. In: Martin Schrader, Wolfgang Gaul, Maurizio Vichi (Hrsg.): Between Data Science and Applied Data Analysis. Springer, Berlin / Heidelberg 2003, S. 546–554, doi:10.1007/978-3-642-18991-3_62.
- Mit Steffi Höse: Simultaneous Confidence Intervals for Default Probabilities. In: Martin Schrader, Wolfgang Gaul, Maurizio Vichi (Hrsg.): Between Data Science and Applied Data Analysis. Springer, Berlin / Heidelberg 2003, S. 555–560, doi:10.1007/978-3-642-18991-3_63.
- Mit Gerhard Stahl: Granularität dominiert Korrelation. In: Risknews. Band 1, Nr. 6, 2004, S. 28–29, doi:10.1002/risk.200490142.
- Mit Gerhard Stahl: A General Framework for IRBA Backtesting. In: Bank-Archiv – Zeitschrift für das gesamte Bank- und Börsenwesen. Band 53, April, 2005, S. 241–248.
- Mit Konstantin Vogl, Robert Wania: Estimation of Default Probabilities and Default Correlations. In: Michael Frenkel, Markus Rudolf, Ulrich Hommel (Hrsg.): Risk Management. 2005, ISBN 978-3-540-22682-6, S. 239–258, doi:10.1007/3-540-26993-2_12.
- Backtesting von Ausfallwahrscheinlichkeiten. In: Thomas Burkhardt, Andreas Knabe, Karl Lohmann, Ursula Walther (Hrsg.): Risikomanagement aus Bankenperspektive, Grundlagen, mathematische Konzepte und Anwendungsfelder. Berliner Wissenschaftsverlag, Berlin 2006, ISBN 978-3-8305-0916-5, S. 167–180.
- Faktorstruktur und Marktmodelle. In: Wolfgang Kürsten, Bernhard Nietert (Hrsg.): Kapitalmarkt, Unternehmensfinanzierung und rationale Entscheidungen – Festschrift für Jochen Wilhelm. Springer, Berlin / Heidelberg 2006, ISBN 978-3-540-27691-3, S. 15–34, doi:10.1007/3-540-30516-5_2.
- Mit Alexander Karmann, Dominik Maltritz, Konstantin Vogl: Country Default Probabilities: Assessing and Backtesting. In: The Journal of Risk Model Validation. Band 1, Nr. 2, 2007, S. 3–26, doi:10.21314/JRMV.2007.006.
- Mit Steffi Höse, Robert Wania: Rating Migrations. In: Wolfgang K. Härdle, Nikolaus Hautsch, Ludger Overbeck (Hrsg.): Applied Quantitative Finance. 2. Auflage. Springer, Berlin / Heidelberg 2008, ISBN 978-3-540-69177-8, S. 105–123, doi:10.1007/978-3-540-69179-2_5.
- Mit Steffi Höse: Worst-Case and Stressed Correlations in the Asymptotic Single Risk Factor Model. In: Daniel Rösch, Harald Scheule (Hrsg.): Stress Testing for Financial Institutions - Applications, Regulations and Techniques. Risk Books, London 2008, ISBN 978-1-906348-11-3, S. 237–263.
- Mit Steffi Höse: Worst-Case Asset, Default and Survival Time Correlations. In: The Journal of Risk Model Validation. Band 2, Nr. 4, 2008, S. 27–50, doi:10.21314/JRMV.2008.030.
- Mit Christoph Lehmann, Daniel Tillich: Sensitivities and Worst-Case Correlations for Hitting Probabilities of Portfolio Tranches. In: The Journal of Risk Model Validation. Band 4, Nr. 1, 2010, S. 49–69, doi:10.21314/JRMV.2010.051.
- Mit Steffi Höse: Confidence Intervals for Asset Correlations in the Asymptotic Single Risk Factor Model. In: Bo Hu, Karl Morasch, Stefan Pickl, Markus Siegle (Hrsg.): Operations Research Proceedings 2010. Springer-Verlag, Berlin 2011, ISBN 978-3-642-20008-3, S. 111–116, doi:10.1007/978-3-642-20009-0_18.
- Mit Steffi Höse: Model Risk and Non-Gaussian Latent Risk Factors. In: Daniel Rösch, Harald Scheule (Hrsg.): Model Risk: Identification, Measurement and Management. Risk Books, London 2010, ISBN 978-1-906348-25-0, S. 45–73.
- Mit Steffi Höse: Credit Portfolio Correlations and Uncertainty. In: Daniel Rösch, Harald Scheule (Hrsg.): Credit Securitizations and Derivatives: Challenges for the Global Markets. John Wiley & Sons, Chichester 2013, ISBN 978-1-119-96396-7, S. 53–70, doi:10.1002/9781118818503.ch4.
- Mit Steffi Höse: Stochastic Orders and Non-Gaussian Risk Factor Models. In: Review of Managerial Science. Band 7, Nr. 2, 2013, S. 99–140, doi:10.1007/s11846-011-0071-8.
- Mit Steffi Höse: Kreditausfallrisiko. In: Werner Gleißner, Frank Romeike (Hrsg.): Praxishandbuch Risikomanagement: Konzepte - Methoden - Umsetzung. Erich Schmidt Verlag, Berlin 2015, ISBN 978-3-503-15797-6, S. 305–324.
- Mit Steffi Höse: The Risk of the Unseen. In: Tony Klein, Sven Loßagk, Mario Straßberger, Thomas Walter (Hrsg.): Modern Finance and Risk Management – Festschrift in Honour of Hermann Locarek-Junge (= Transformations in Banking, Finance and Regulation. Band 4). World Scientific, London 2022, ISBN 978-1-80061-190-0, S. 247–267, doi:10.1142/9781800611917_0011 (E-Book-ISBN 978-1-80061-192-4).
- Mit Gerhard Stahl: Model Risk as Multiplicative Risk Factor. In: Tony Klein, Sven Loßagk, Mario Straßberger, Thomas Walter (Hrsg.): Modern Finance and Risk Management – Festschrift in Honour of Hermann Locarek-Junge (= Transformations in Banking, Finance and Regulation. Band 4). World Scientific, London 2022, ISBN 978-1-80061-190-0, S. 173–196, doi:10.1142/9781800611917_0011 (E-Book-ISBN 978-1-80061-192-4).
- Mit Steffi Höse: Ereignisrisiko – Statistische Verfahren und Konzepte zur Risikoquantifizierung. Springer Spektrum, Berlin / Heidelberg 2022, ISBN 978-3-662-64690-8, doi:10.1007/978-3-662-64691-5 (E-Book ISBN 978-3-662-64691-5).